# Macroagelaius
Genre
Macroagelaius est un genre d'oiseaux de la famille des Icteridae.

## Liste des espèces
Selon la classification de référence du Congrès ornithologique international (version 6.4, 2016) :
- Macroagelaius imthurni (Sclater, PL, 1881) - Carouge des tépuis
- Macroagelaius subalaris (Boissonneau, 1840) - Carouge montagnard